# Riikka Ala-Harja
Riikka Maria Ala-Harja, née à Kangasala le 21 avril 1967, est une femme de lettres et écrivain finlandais.

## Biographie
Romancière à succès, elle collabore également à l'écriture des scénarios des BD de Matti Hagelberg, disponibles aux éditions L'Association, et se fait un nom aussi dans l'art contemporain et le théâtre.
Riikka Ala-Harja a habité longtemps en France et est revenue en 2011 vivre à Helsinki avec sa fille

### Romans traduits en français
- Tom Tom Tom : roman  (trad. du finnois par Jean-Michel Kalmbach), Larbey, éditions Gaïa, 2003, 227 p. (ISBN 2-84720-032-0)
- Reposer sous la mer : roman [« Maata meren alla »]  (trad. du finnois par Paula et Christian Nabais), Larbey, éditions Gaïa, 2004, 244 p. (ISBN 2-84720-053-3)
- Le Géant : roman [« Jättiläinen »]  (trad. du finnois par Paula et Christian Nabais), Larbey, éditions Gaïa, 2009, 299 p. (ISBN 978-2-84720-134-5)
- Un hiver aux Canaries : roman [« Kanaria »]  (trad. du finnois par Paula et Christian Nabais), Montfort-en-Chalosse, éditions Gaïa, 2012, 174 p. (ISBN 978-2-84720-270-0)
- Débarquement : roman [« Maihinnousu »]  (trad. du finnois par Paula et Christian Nabais), Montfort-en-Chalosse, éditions Gaïa, 2015, 205 p. (ISBN 978-2-84720-591-6)

### Romans
- (fi) Tom Tom Tom, Jyväskylä Helsinki, Gummerus, 1998 (ISBN 951-20-5374-8)
- (fi) Strip, Jyväskylä Helsinki, Gummerus, 2000 (ISBN 951-20-5779-4)
- (fi) Maata meren alla, Helsinki, Gummerus, 2003 (ISBN 951-20-6462-6)
- (fi) Jättiläinen, Helsinki, WSOY, 2007 (ISBN 978-951-0-32968-9)
- (fi) Kanaria, Helsinki, WSOY, 2010 (ISBN 978-951-0-35594-7)
- (fi) Maihinnousu, Helsinki, Like, 2012 (ISBN 978-952-01-0805-2)
- (fi) Kevyt liha, Helsinki, Like, 2015 (ISBN 978-952-01-1293-6)

### Nouvelles
- (fi) Reikä, Helsinki, Like, 2013 (ISBN 978-952-01-0956-1)

### Livres pour enfants
- (fi) Aavikko ja makrillimeri  (ill. Ilmari Hakala), Helsinki, Gummerus, 2005 (ISBN 951-20-6947-4)
- (fi) Ter-Mari ja koralli  (ill. Ilmari Hakala), Helsinki, Gummerus, 2006 (ISBN 951-20-7242-4)

### Autres ouvrages
- (fi + fr) Off Season  (trad. du finnois, ill. Anne Hämäläinen), Cabourg, Cahiers du Temps, 2009, 75 p. (ISBN 978-2-35507-017-4)
- (fi + fr + en) 12 ans après / 12 vuotta myöhemmin  (trad. Anne Colin du Terrail, Hildi Hawkins, ill. Elina Brotherus), Sémiosquare, 2015 (ISBN 978-951-97491-4-3)
- (fi + en) Laura Kuurne (éd.),  Riikka Ala-Harja (monologues), Laura Kuurne (autres textes) (trad. Kaija Anttonen, Steven Crockatt, Kristian London, ill. Teija Lammi), Malli ja hullu kuvailija, 12 monologia Suomen taiteesta [« Le modèle et le peintre fou, 12 monologues sur l'Art finlandais »], Musées d'art Serlachius Gustaf et Gösta, 2015, 180 p. (ISBN 978-952-7017-09-8)

## Prix
- 1999, Prix Kaarle
- 1991, Prix de la pièce radiophonique pour les aveugles
- 1990, Prix d'écriture Juhana Heikki Erkko